# Акт ревізії
Акт ревíзії — офіційний документ, яким оформляються результати обстеження господарсько-фінансової діяльності підприємства, організації, установи. Відображає достовірні документально підтверджені дані, які характеризують виробничу і господарсько-фінансову діяльність об’єкта, що ревізується, законність і економічну ефективність матеріальних, трудових і грошових витрат. Акт підписують: керівник ревізійної групи (ревізор), керівник і головний бухгалтер об’єкта, що ревізувався. На основі акту приймається рішення про усунення порушень, відшкодування матеріальних збитків, притягнення до відповідальності винних осіб.